# بنددوز تبریزی
شیخ محمد بنددوز تبریزی (بندگیر) از خوشنویسان سدهٔ هشتم هجری است. او در سال ۷۸۸ هجری به خدمت امیر تیمور گورکانی رسید و نامه‌ای را که تیمور به پادشاه مصر می‌فرستاد، به آب طلا نوشت. این مکتوب به‌عرض سه و طول هفتاد گز بوده‌است. کتیبه‌های بعضی از عمارت‌های تبریز را خط او دانسته‌اند. معین‌الدین تبریزی و شمس‌الدین قطابی (شمس صوفی) از جملهٔ شاگردان وی بوده‌اند.